# Campeonato Sudamericano 1953
El Campeonato Sudamericano de Selecciones 1953 fue la 22.ª edición del Campeonato Sudamericano de Selecciones, competición que posteriormente sería denominada como Copa América y que es el principal torneo internacional de fútbol por selecciones nacionales en América del Sur. Se desarrolló en Lima, Perú, entre el 22 de febrero y el 1 de abril de 1953.
Aunque en principio el país organizador debió haber sido Paraguay, por problemas de infraestructura la sede fue finalmente trasladada a Perú. Curiosamente, el campeón del certamen acabó siendo Paraguay. Otro hecho no menos llamativo debido a su poca frecuencia en un mismo torneo fueron las dos derrotas de Brasil a manos del mismo equipo, que en este caso fue justamente el ganador del campeonato.
En esta edición no participaron las selecciones de Argentina y Colombia. Con dichas ausencias, los participantes finales fueron siete: Paraguay, Brasil, Uruguay, Chile, Perú, Bolivia y Ecuador.

## Organización
El torneo fue organizado por la Asociación Paraguaya de Fútbol en territorio peruano, siendo la segunda vez en la historia que Paraguay organizaba el torneo en otro país (debido a la falta de infraestructuras). Anteriormente lo había hecho en la edición 1924.

### Sede
| Lima              |
| ----------------- |
| Estadio Nacional  |
| Capacidad: 53 000 |
|                   |

### Árbitros
La lista de árbitros es la siguiente:
| - George Rhoden. - Richard Maddison. - Charles Dean. - Mário Vianna. - Charles McKenna. - David Gregory. |

## Equipos participantes
| Equipos participantes | Equipos participantes | Equipos participantes | Equipos participantes |
| --------------------- | --------------------- | --------------------- | --------------------- |
| Bolivia               | Brasil                | Chile                 | Ecuador               |
| Paraguay              | Perú                  | Uruguay               |                       |

## Resultados

### Posiciones
| Selección | Pts. | PJ | PG | PE | PP | GF | GC | Dif |
| --------- | ---- | -- | -- | -- | -- | -- | -- | --- |
| Brasil    | 8    | 6  | 4  | 0  | 2  | 15 | 6  | +9  |
| Paraguay  | 8    | 6  | 3  | 2  | 1  | 11 | 6  | +5  |
| Uruguay   | 7    | 6  | 3  | 1  | 2  | 15 | 6  | +9  |
| Chile     | 7    | 6  | 3  | 1  | 2  | 10 | 10 | 0   |
| Perú      | 7    | 6  | 3  | 1  | 2  | 4  | 6  | –2  |
| Bolivia   | 3    | 6  | 1  | 1  | 4  | 6  | 15 | –9  |
| Ecuador   | 2    | 6  | 0  | 2  | 4  | 1  | 13 | –12 |

### Partidos
| 22 de febrero de 1953 | Perú | 0:1 (0:0) | Bolivia    | Estadio Nacional, Lima                                                 |                                                                        |
|                       |      |           | 86' Ugarte | Asistencia: 50 000 espectadores Árbitro(s): George Rhoden (Inglaterra) | Asistencia: 50 000 espectadores Árbitro(s): George Rhoden (Inglaterra) |

| 25 de febrero de 1953 | Paraguay                       | 3:0 (0:0) | Chile | Estadio Nacional, Lima                                                    |                                                                           |
|                       | Fernández 54', 75' · Berni 78' |           |       | Asistencia: 45 000 espectadores Árbitro(s): Richard Maddison (Inglaterra) | Asistencia: 45 000 espectadores Árbitro(s): Richard Maddison (Inglaterra) |

| 25 de febrero de 1953 | Uruguay                 | 2:0 (1:0) | Bolivia | Estadio Nacional, Lima                                                |                                                                       |
|                       | Puente 11' · Romero 88' |           |         | Asistencia: 45 000 espectadores Árbitro(s): Charles Dean (Inglaterra) | Asistencia: 45 000 espectadores Árbitro(s): Charles Dean (Inglaterra) |

| 28 de febrero de 1953 | Perú              | 1:0 (0:0) | Ecuador | Estadio Nacional, Lima                                                 |                                                                        |
|                       | Gómez Sánchez 78' |           |         | Asistencia: 50 000 espectadores Árbitro(s): George Rhoden (Inglaterra) | Asistencia: 50 000 espectadores Árbitro(s): George Rhoden (Inglaterra) |

| 1 de marzo de 1953 | Brasil                                                           | 8:1 (6:0) | Bolivia           | Estadio Nacional, Lima                                                    |                                                                           |
|                    | Julinho 18', 20', 42', 52' · Rodrígues 25', 44' · Pinga 39', 60' |           | 73' (pen.) Ugarte | Asistencia: 45 000 espectadores Árbitro(s): Richard Maddison (Inglaterra) | Asistencia: 45 000 espectadores Árbitro(s): Richard Maddison (Inglaterra) |

| 1 de marzo de 1953 | Chile               | 3:2 (1:0) | Uruguay                  | Estadio Nacional, Lima                                                    |                                                                           |
|                    | Molina 5', 55', 67' |           | 70' Morel · 81' Balseiro | Asistencia: 45 000 espectadores Árbitro(s): Richard Maddison (Inglaterra) | Asistencia: 45 000 espectadores Árbitro(s): Richard Maddison (Inglaterra) |

| 4 de marzo de 1953 | Paraguay | 0:0 | Ecuador | Estadio Nacional, Lima                                            |  |
|                    |          |     |         | Asistencia: 45 000 espectadores Árbitro(s): Mário Vianna (Brasil) |  |

| 4 de marzo de 1953 | Chile | 0:0 | Perú | Estadio Nacional, Lima                                                    |  |
|                    |       |     |      | Asistencia: 45 000 espectadores Árbitro(s): Richard Maddison (Inglaterra) |  |

| 8 de marzo de 1953 | Bolivia    | 1:1 (1:1) | Ecuador   | Estadio Nacional, Lima                                                   |                                                                          |
|                    | Ugarte 25' |           | 6' Guzmán | Asistencia: 45 000 espectadores Árbitro(s): Charles McKenna (Inglaterra) | Asistencia: 45 000 espectadores Árbitro(s): Charles McKenna (Inglaterra) |

| 8 de marzo de 1953 | Perú                          | 2:2 (0:1) | Paraguay                  | Estadio Nacional, Lima                                                    |                                                                           |
| | Gómez Sánchez 47' · Terry 53' |           | 36' Fernández · 77' Berni | Asistencia: 45 000 espectadores Árbitro(s): Richard Maddison (Inglaterra) | Asistencia: 45 000 espectadores Árbitro(s): Richard Maddison (Inglaterra) |
| El partido le fue otorgado a Perú debido a la conducta antideportiva de Paraguay, haciendo un cambio extra. Mílner Ayala fue suspendido por tres años por agredir al árbitro. Segundo partido de la Copa América que se gana en mesa. Primera vez que un árbitro es agredido en un partido de la Copa América. |                               |           |                           |                                                                           |                                                                           |

| 12 de marzo de 1953 | Paraguay             | 2:2 (1:1) | Uruguay           | Estadio Nacional, Lima                                                 |                                                                        |
|                     | López 5' · Berni 52' |           | 36', 55' Balseiro | Asistencia: 35 000 espectadores Árbitro(s): David Gregory (Inglaterra) | Asistencia: 35 000 espectadores Árbitro(s): David Gregory (Inglaterra) |

| 12 de marzo de 1953 | Brasil                   | 2:0 (1:0) | Ecuador | Estadio Nacional, Lima                                                    |                                                                           |
|                     | Ademir 18' · Cláudio 55' |           |         | Asistencia: 35 000 espectadores Árbitro(s): Richard Maddison (Inglaterra) | Asistencia: 35 000 espectadores Árbitro(s): Richard Maddison (Inglaterra) |

| 15 de marzo de 1953 | Brasil       | 1:0 (0:0) | Uruguay | Estadio Nacional, Lima                                                   |                                                                          |
|                     | Ipojucan 87' |           |         | Asistencia: 45 000 espectadores Árbitro(s): Charles McKenna (Inglaterra) | Asistencia: 45 000 espectadores Árbitro(s): Charles McKenna (Inglaterra) |

| 16 de marzo de 1953 | Paraguay               | 2:1 (2:0) | Bolivia    | Estadio Nacional, Lima                                                 |                                                                        |
|                     | Romero 17' · Berni 22' |           | 76' Santos | Asistencia: 15 000 espectadores Árbitro(s): David Gregory (Inglaterra) | Asistencia: 15 000 espectadores Árbitro(s): David Gregory (Inglaterra) |

| 19 de marzo de 1953 | Chile                           | 3:0 (1:0) | Ecuador | Estadio Nacional, Lima                                                    |                                                                           |
|                     | Molina 33', 47' · Cremaschi 70' |           |         | Asistencia: 55 000 espectadores Árbitro(s): Richard Maddison (Inglaterra) | Asistencia: 55 000 espectadores Árbitro(s): Richard Maddison (Inglaterra) |

| 19 de marzo de 1953 | Perú          | 1:0 (0:0) | Brasil | Estadio Nacional, Lima                                                   |                                                                          |
| | Navarrete 51' |           |        | Asistencia: 55 000 espectadores Árbitro(s): Charles McKenna (Inglaterra) | Asistencia: 55 000 espectadores Árbitro(s): Charles McKenna (Inglaterra) |
| Primera victoria de Perú sobre Brasil. Al finalizar el partido, el árbitro inglés Charles McKenna fue agredido por los futbolistas brasileños Danilo y Djalma Santos, e increíblemente no fueron sancionados. Segunda vez que un árbitro es agredido en un partido de la Copa América. |               |           |        |                                                                          |                                                                          |

| 23 de marzo de 1953 | Brasil                                  | 3:2 (1:0) | Chile           | Estadio Nacional, Lima                                                    |                                                                           |
|                     | Julinho 1' · Zizinho 53' · Baltazar 70' |           | 62', 76' Molina | Asistencia: 35 000 espectadores Árbitro(s): Richard Maddison (Inglaterra) | Asistencia: 35 000 espectadores Árbitro(s): Richard Maddison (Inglaterra) |

| 23 de marzo de 1953 | Uruguay                                                                      | 6:0 (1:0) | Ecuador | Estadio Nacional, Lima                                                 |                                                                        |
|                     | Méndez 12' · Puente 51' · Peláez 58' · Morel 60' · Romero 86' · Balseiro 88' |           |         | Asistencia: 35 000 espectadores Árbitro(s): David Gregory (Inglaterra) | Asistencia: 35 000 espectadores Árbitro(s): David Gregory (Inglaterra) |

| 27 de marzo de 1953 | Paraguay             | 2:1 (0:1) | Brasil     | Estadio Nacional, Lima                                                |                                                                       |
|                     | López 49' · León 89' |           | 12' Santos | Asistencia: 35 000 espectadores Árbitro(s): Charles Dean (Inglaterra) | Asistencia: 35 000 espectadores Árbitro(s): Charles Dean (Inglaterra) |

| 28 de marzo de 1953 | Chile                           | 2:2 (1:1) | Bolivia                | Estadio Nacional, Lima                                                    |                                                                           |
| | Meléndez 28' · Díaz Carmona 52' |           | 15' Santos · 49' Alcón | Asistencia: 45 000 espectadores Árbitro(s): Richard Maddison (Inglaterra) | Asistencia: 45 000 espectadores Árbitro(s): Richard Maddison (Inglaterra) |
| Suspendido a los 66 min., partido otorgado a Chile debido a la conducta antideportiva de Bolivia. El partido fue suspendido a los 66 min. luego de que el árbitro expulsara al boliviano Víctor Brown por haber agredido al chileno Sergio Livingstone, y luego el capitán boliviano José Bustamante se opuso a la expulsión de su compañero y como protesta ordenó el retiro del equipo boliviano del terreno de juego. Y después de la retirada de los futbolistas bolivianos, los futbolistas chilenos se quedaron en el campo de juego, y luego de 40 min. de espera, se informó que la victoria era para Chile. Tercer partido de la Copa América que se gana en mesa. |                                 |           |                        |                                                                           |                                                                           |

| 28 de marzo de 1953 | Uruguay                      | 3:0 (1:0) | Perú | Estadio Nacional, Lima                                            |                                                                   |
|                     | Peláez 23', 67' · Romero 71' |           |      | Asistencia: 45 000 espectadores Árbitro(s): Mário Vianna (Brasil) | Asistencia: 45 000 espectadores Árbitro(s): Mário Vianna (Brasil) |

### Final
| 1 de abril de 1953 | Paraguay                                | 3:2 (3:0) | Brasil           | Estadio Nacional, Lima                                                |                                                                       |
|                    | López 14' · Gavilán 17' · Fernández 41' |           | 56' 65' Baltazar | Asistencia: 35 000 espectadores Árbitro(s): Charles Dean (Inglaterra) | Asistencia: 35 000 espectadores Árbitro(s): Charles Dean (Inglaterra) |

|                              |
| Bandera de Paraguay          |
| Campeón Paraguay 1.er título |

### Goleadores
7 goles
- Paco Molina

5 goles
- Julinho

4 goles
- Ángel Berni
- Rubén Fernández
- Osvaldo Balseiro

3 goles
- Baltazar
- Atilio López Riveros
- Carlos Romero
- Donald Peláez

2 goles
- Ricardo Alcón
- Ramón Guillermo Santos
- Víctor Ugarte
- Pinga
- Francisco Rodrigues
- Gómez Sánchez
- Walter Morel
- Washington Puente

1 gol
- Ademir
- Cláudio
- Ipojucan
- Nílton Santos
- Zizinho
- Atilio Cremaschi
- Díaz Carmona
- René Meléndez
- Eduardo Guzmán
- Angel Romero
- Pablo León
- Manuel Gavilán
- Navarrete
- Alberto Terry
- Omar Méndez

### Mejor jugador del torneo
- Heriberto Herrera.[5]